# Ewa Minkina-Schalley
Ewa Minkina-Schalley (ur. w 1974 w Poczesnej) – polska zawodniczka grająca w warcaby stupolowe, arcymistrzyni międzynarodowa, wicemistrzyni świata 1997.

## Życiorys
Ewa Minkina pochodzi ze wsi Poczesna w powiecie częstochowskim. Karierę rozpoczynała w tamtejszym Klubie Sportowym "Grom Poczesna" (od 2003 roku Ludowy Klub Sportowy "Grom Złota Dama"). 10-krotnie zdobywała tytuł mistrzyni polski w warcabach stupolowych. W 1996 roku została mistrzynią Polski w kategorii seniorek.
W 1997 r. podczas Mistrzostw Świata Kobiet w warcabach w Mińsku Mazowieckim została wicemistrzynią Świata (ex aequo z Białorusinką Olgą Kamyszlejewą, zwyciężyła łotyszka Zoja Gołubiewa). Pod koniec tego samego roku odbył się w Częstochowie mecz barażowy pomiędzy nią, a Olgą Kamyszlejewą o prawo gry w pojedynku o mistrzostwo świata. Mecz ten zakończył się zwycięstwem Ewy Minkiny 8:4.). Miała szansę zostać mistrzynią świata, ale do meczu z Zoją Gołubiewą nie doszło. Polska nie zdołała znaleźć sponsora na pulę nagród w tym meczu. Tytuł zachowała Gołubiewa.
W 2001 roku została pierwszym polskim zawodnikiem z tytułem arcymistrzyni międzynarodowej kobiet (GMIF), co jest najwyższym tytułem wśród polskich warcabistów (w 2015 roku zdobyła go również wicemistrzyni świata Natalia Sadowska). Zdobyła tytuł wicemistrzyni Belgii w 2002, 2013 i 2014 roku.
Uczestniczka Mistrzostw Świata w latach: 1987 (14. miejsce), 1989 (7. miejsce), 1991 (8. miejsce), 1993 (7. miejsce),1995 (13. miejsce), 1997 (2. miejsce).
Jej trenerem w klubie "Grom Poczesna" był Stanisław Markowski.

### Życie prywatne
Mieszka w Belgii, jej mężem jest Ronald Schalley, 6-krotny mistrz Belgii w warcabach. Razem grają w belgijskim klubie Damclub Eksel oraz holenderskim CEMA/De vaste Zet (Geleen). W 2012 roku urodziła im się córka Aurelia. Posiada tytuł naukowy doktora.

### Rankingi
- Zajmuje (kwiecień 2015) 14. miejsce wśród kobiet w ratingu Światowej Federacji Warcabów[2].
- W ratingu Królewskiego Holenderskiego Związku Warcabowego zajmuje 252. miejsce (29.03.2015)[3].
- W ratingu Belgijskiej Federacji w sezonie 2013-1014 zajmowała 17. miejsce w blitzu- warcaby błyskawiczne, 8. miejsce w normalnym tempie, 2. miejsce w B klasie w rapidzie[4].